# John W. Hulbert
John Whitefield Hulbert (* 1. Juni 1770 in Alford, Berkshire County, Province of Massachusetts Bay; † 19. Oktober 1831 in Auburn, New York) war ein US-amerikanischer Politiker. Zwischen 1814 und 1817 vertrat er den Bundesstaat Massachusetts im US-Repräsentantenhaus.

## Werdegang
John Hulbert besuchte die öffentlichen Schulen seiner Heimat und studierte danach bis 1795 an der Harvard University. Nach einem Jurastudium und seiner 1797 erfolgten Zulassung als Rechtsanwalt begann er in Alford in diesem Beruf zu arbeiten. Später wurde er auch Direktor bei der Berkshire Bank in Pittsfield. Politisch wurde er Mitglied der Ende der 1790er Jahre von Alexander Hamilton gegründeten Föderalistischen Partei.
Nach dem Rücktritt des Abgeordneten Daniel Dewey wurde Hulbert bei der fälligen Nachwahl für den zwölften Sitz von Massachusetts als dessen Nachfolger in das US-Repräsentantenhaus in Washington, D.C. gewählt, wo er am 26. September 1814 sein neues Mandat antrat. Nach einer Wiederwahl im siebten Wahlbezirk konnte er bis zum 3. März 1817 im Kongress verbleiben. In dieser Zeit endete der Britisch-Amerikanische Krieg. 1816 verzichtete Hulbert auf eine weitere Kandidatur. Im folgenden Jahr zog er nach Auburn im Staat New York, wo er als Anwalt praktizierte. 1825 wurde er in die New York State Assembly gewählt. Er starb am 19. Oktober 1831 in Auburn.